# 荀慧生 (电视剧)

《荀慧生》是夏鋼执导，劉紀宏编剧，由中央電視台影視部、河北電視台、河北頤新文化藝術投資有限公司聯合出品，2007年在CCTV8上播放，共28集，该作品主演讲述的是荀慧生成为四大名旦的过程，以及在时代下体验悲欢离合。

## 剧情简介
因为生计，导致荀慧生和他的哥哥被卖给了戏子，后荀慧生拜龐豔雲为师，并在其刻苦的训练下成为了一个有名气的人，之后更是和自己的朋友尚小云一起成为“四大名旦”。
然而，虽说他的名声很有威望，可在时代的背景下，他多次遇到了无可奈何，妻离子散等事情。
虽说他最后终于等到了中国解放，但是其好友和妻子却早已不在……

## 演员表
- 婁宇健
- 白薈
- 張光北
- 六小齡童[4]
- 馬鏡
- 曹蓬
- 陳友旺
- 郭虹
- 張曉龍
- 劉紀宏
- 劉瀟瀟
- 劉紅雨
- 陳紫鵬
- 尹治
- 鄭萍
- 張鴻鳴

## 獲獎記錄
- 2007年

第26屆中國電視劇飛天獎中该作获得長篇電視劇二等獎。
- 2008年

在第24屆中國電視金鷹獎中，该作获得優秀長篇電視劇獎。

## 相關連結
- 豆瓣电影上《荀慧生》的資料 （简体中文）
- 央视网链接 （页面存档备份，存于）

1. ↑  .   [2022-09-09]. （原始内容存档于2022-09-09）.
2. ↑  .   [2022-09-09]. （原始内容存档于2022-09-09）.
3. ↑  .   [2022-09-09]. （原始内容存档于2022-09-09）.
4. ↑  .   [2022-09-09]. （原始内容存档于2022-09-09）.
5. ↑  .   [2022-09-09]. （原始内容存档于2015-03-22）.